# Bekenntnisbewegung Kein anderes Evangelium
Die Bekenntnisbewegung „Kein anderes Evangelium“ ist aus dem Pietismus erwachsen und will „der Entstellung der biblischen Botschaft in der Evangelischen Kirche in Deutschland“ widerstehen. Sie lehnt insbesondere die historisch-kritische Exegese und die Entmythologisierung der Bibel durch Rudolf Karl Bultmann ab. Die Bewegung ist Mitglied der Konferenz Bekennender Gemeinschaften in den Evangelischen Kirchen Deutschlands (KBG) und gehörte zu ihren Gründungsmitgliedern. In der KBG profilierte sie sich als Wortführerin und aktivste der bekennenden Gemeinschaften.

## Name
In ihrem Namen lehnt sich die Bekenntnisbewegung an die Bekennende Kirche im NS-Staat an, in deren direkter Fortsetzung sich Vertreter der Bewegung als Teil eines Kirchenkampfes sehen, geführt gegen eine ihrer Ansicht nach entstellende Anpassung der Evangelischen Kirche an die moderne Gesellschaft und ihren Zeitgeist. Der zweite Teil des Namens Kein anderes Evangelium ist dem neutestamentlichen Galaterbrief entnommen:

„Doch es gibt kein anderes Evangelium, es gibt nur einige Leute, die euch verwirren und die das Evangelium Christi verfälschen wollen. (Galater 1,7 )“

## Geschichte
Die von Rudolf Bultmann 1941 in einem Vortrag aufgestellte Forderung, die Botschaft des Neuen Testaments von ihrem „antiken mythologischen Kleid“ zu befreien und im Rahmen der Wirklichkeitserfahrung des modernen Menschen neu zu interpretieren, beherrschte in den 1950er Jahren als „Theologie der Entmythologisierung“ oder als „existentiale Interpretation“ des Evangeliums die Diskussion der theologischen Fakultäten. Dagegen erhob sich besonders in pietistischen Kreisen der evangelischen Kirchen massive Kritik, die im Laufe der Zeit zur Bildung verschiedener sogenannter „bekenntnistreuer“ Kreise und Bewegungen führte.
Dazu gehörte zum Beispiel der Bethelkreis, benannt nach dem meist für die Zusammenkünfte gewählten Ort Bethel, der sich 1961 ohne eine spezifische Gründung um Theologen wie Rudolf Bäumer und Hellmuth Frey bildete. Dieser wandte sich an die Kirchenleitungen der in der Evangelischen Kirche in Deutschland (EKD) vereinigten evangelischen Landeskirchen und richtete Eingaben an den Rat der EKD. 1963 wurde ein Hirtenbrief an die Gemeinde Jesu zur Lage veröffentlicht, in dem das Bethelkreis-Mitglied Pfarrer Paul Tegtmeyer seine Besorgnis über die theologischen Entwicklungen mitteilte. Ein weiterer Schritt zur Gründung der Bekenntnisbewegung war eine öffentliche Lehrauseinandersetzung, die 1964 zwischen dem „Bultmannianer“ Ernst Fuchs und dem konservativen Lutheraner Walter Künneth in Sittensen stattfand. Zu einer Zuspitzung des Konflikts zwischen liberalen und konservativen Protestanten kam es schließlich auf dem Evangelischen Kirchentag 1965, der in Köln stattfand und auf dem unter anderen Dorothee Sölle ihre Gott-ist-tot-Theologie referierte.
Ein halbes Jahr später schlossen sich die westfälischen Mitglieder des Bethelkreises unter dem Namen Bekenntnisbewegung Kein anderes Evangelium zusammen und traten am 6. März 1966 mit einer Großkundgebung, dem Bekenntnistag in Dortmund, an die Öffentlichkeit. Etwa 20.000 Besucher aus allen Teilen der Bundesrepublik nahmen daran teil. Dieser Bekenntnistag gilt als Gründungsdatum der Bekenntnisbewegung. Im weiteren Verlauf übernahm die bundesweite Struktur des Bethelkreises geschlossen diesen Namen.
Von Anfang an war die Bekenntnisbewegung eine sich in Schriften bekennende Bewegung und gab über ihr Informationsblatt interessierten Gläubigen (bis zu 35.000) Auskunft zu gegenwärtigen theologischen Positionen.

## Selbstverständnis
Nach ihrem eigenen Verständnis ist die Bekenntnisbewegung „von Jesus Christus gerufen, um für die schrift- und bekenntnisgebundene Verkündigung des Evangeliums zu beten und zu ringen“. Ihre Arbeit sei danach „allein auf das Evangelium von Jesus Christus, dem alleinigen Herrn seiner Gemeinde“ zu gründen, damit die Bibel „vollkommene Richtschnur des Glaubens, der Lehre und des Lebens“ werde.

## Gegenwart
Heute wendet sich die Bekenntnisbewegung vor allem gegen zwei theologische Richtungen: Zum einen wirft sie nach wie vor emanzipatorischen, friedensbewegten oder sozialkritischen Bewegungen innerhalb der Kirche theologischen Liberalismus vor, zum anderen verurteilt sie charismatische Aufbrüche in der Kirche als „neuzeitliches Schwärmertum“. In beiden Fällen wirft sie den jeweils anderen Seiten vor, sie hätten die „Offenbarung des dreieinigen Gottes in der Heiligen Schrift Alten und Neuen Testaments nicht als ausreichend betrachtet“.
Als Gegenpol zum als zu pluralistisch wahrgenommenen Deutschen Evangelischen Kirchentag veranstaltete die Bekenntnisbewegung gemeinsam mit anderen Gruppen aus dem evangelisch-konservativen Spektrum zwischen 1973 und 2002 den Gemeindetag unter dem Wort. Zu der alle zwei Jahre stattfindenden Veranstaltung kamen in der Regel zwischen 15.000 und 20.000 Besucher. Darüber hinaus bieten einzelne Gruppen der Bekenntnisbewegung Bibelfreizeiten, Seminare und andere Veranstaltungen an. Mitgliedszahlen der Bekenntnisbewegung sind nicht bekannt. Der von ihr zweimonatlich herausgegebene Informationsbrief hatte 1998 eine Auflage von etwa 35.000 Exemplaren.
Die Stellungnahmen gegen die charismatische Bewegung sowie auch gegen die evangelikalen Organisationen ProChrist und Willow Creek Community Church führten 1998 zu schweren Auseinandersetzungen in der Gemeinschaft, da einige Mitglieder des Bundesarbeitskreises und Teile der Arbeitskreise auf landeskirchlicher Ebene darin den Kampf gegen „Glaubensgeschwister“ sahen. 
Aus Württemberg wussten sich die Ludwig-Hofacker-Vereinigung und die Evang. Sammlung der Bekenntnisbewegung im Rahmen der Konferenz Bekennender Gemeinschaften in den Evangelischen Kirchen Deutschlands (KBG) mit der Bekenntnisbewegung verbunden. Innere Auseinandersetzungen in der Bekenntnisbewegung haben 2001 dazu geführt, dass die Mitgliedschaft der beiden württembergischen Gruppen in der Konferenz Bekennender Gemeinschaften ruhte. Aktiv in diesem führenden Verband der KBG wie auch in dem innerhalb der KBG wichtigen Theologischer Konvent war auch der STH- und EFT-Professor Georg Huntemann, der seit den 1960er Jahren seine gesellschaftspolitischen Ansichten in einer Vielzahl von Büchern veröffentlichte und langjähriger Pfarrer der bekennenden St.-Martini-Gemeinde in Bremen war.
Hansfrieder Hellenschmidt war von 1997 bis zum Frühjahr 2014 Vorsitzender der Vereinigung. Er wurde abgelöst von Pfarrer Friedemann Schwarz, der nach einer halbjährigen Amtszeit zurücktrat. 2016 hat Pfarrer Johannes Frey aus Stuhr bei Bremen das Amt des Vorsitzenden nach einer kommissarischen Zeit übernommen.

## Periodika
- Informationsbrief, erscheint zweimonatlich, Auflage: 19.000[11] ISSN 1618-8306.